# Asplenium callipteris
Asplenium callipteris är en svartbräkenväxtart som beskrevs av Fée. Asplenium callipteris ingår i släktet Asplenium och familjen Aspleniaceae. Inga underarter finns listade.